# Professeur Agasa
 (mai 2024).
Hiroshi Agasa (阿笠 博士, Agasa Hiroshi - Voix japonaise : Kenichi Ogata - Voix françaises : Thierry Janssen (série), Cyrille Monge (films)) est un personnage du manga et de la série télévisée d'animation Détective Conan. Professeur et inventeur de son état, voisin et ami des Kudo, il est le premier à connaître le secret de Conan. Les nombreux et désormais célèbres gadgets qu'il a inventés servent beaucoup à ce dernier pour neutraliser les criminels et maintenir son identité secrète. Agasa est un nom en hommage à la « reine du polar » Agatha Christie.

## Le voisin
Le professeur Agasa, âgé de 52 ans, est le voisin des Kudo, et, ainsi, une vieille connaissance de la famille (ainsi que celle des Mouri via Ran), et un proche ami de Shinichi Kudo, (il est d'ailleurs la seule personne à savoir que le professeur a un grain de beauté poilu sur la fesse droite). Les parents de ce dernier étant souvent absents, l'inventeur est une sorte de grand-père ou d'oncle de substitution pour le jeune adolescent complexé qu'est Shinichi. Agasa est d'ailleurs le premier à recueillir Shinichi rajeuni (et également le premier vers lequel celui-ci se tourne lors de son rapetissement), à connaître son secret et à croire en lui. Il conseille d'ailleurs à son jeune voisin de ne révéler à personne sa véritable identité, pour éviter des représailles de l'Organisation. Il devient alors le confident et l'assistant de Shinichi dans sa lutte personnelle et discrète contre les Hommes en Noir, mais également dans ses difficultés à maintenir son état secret et à dissiper les doutes de Ran Mouri.

## L'inventeur
Pour ce faire, le professeur a inventé divers gadgets très utiles au jeune détective, faute d'être capable de trouver un antidote à son rajeunissement :
- Le nœud papillon transformateur et modulateur de voix, qui permet de modifier le son de sa voix pour imiter celle qu'il veut.
- La montre à projectiles hypodermiques et soporifiques, qui lance une fléchette tranquillisante capable d'endormir un être humain sur le coup. La montre est également muni d'un viseur. Le chargeur ne peut contenir qu'un seul projectile.
- Les chaussures fortifiantes, qui envoient des décharges électriques dans les muscles des jambes de façon à développer la puissance des coups de pied de Conan.
- Les bretelles élastiques, capables de soulever une charge de quasiment une tonne.
- Le skate-board à énergie solaire, au début conçu pour ne fonctionner que de jour, le professeur y ajoutera plus tard une batterie.
- La boucle d'oreille téléphone-portable, pour laisser un peu les mains libres à Conan lorsqu'il téléphone et fait autre chose en même temps.
- La ceinture gonfle-ballon, qui permet à Conan de toujours avoir un projectile pour shooter sur ses adversaires[note 1].
- Le fax plateau-repas[note 2] contenant un ordinateur ou d'autres gadgets, parfois.
- Le plan de la ville électronique ayant l'apparence d'un cahier'[note 3].
- Le bouton haut-parleur adhésif qu'il peut coller où il veut, afin de parler à distance à haute voix.
- Le bouton balise de son uniforme d'écolier, pour pouvoir être situé n'importe où en cas de problème, et qu'il peut également coller là où il veut, et le suivre ensuite, tel un émetteur distance.
- Le masque modificateur de voix, qui fait croire aux autres que c'est un simple masque pour le rhume.
- Le stylo ou gadget Yaiba transformateur, enregistreur et imitateur de voix.
- Le parachute ou parapente intégré, utilisé une fois contre Kid.
- Les boucles d'oreille/boutons de manchette micros qui peuvent traquer, suivre, écouter et espionner n'importe qui.
- Le mini-réservoir à oxygène, permettant à Conan de respirer 10 minutes maximum sous l'eau.
- Le snowboard turbo, fonctionnant également à l'énergie solaire.
- Le bracelet-montre téléphone-satellite, permettant à Conan de téléphoner même au beau milieu de la mer.
- Les lunettes radar de Conan, comportant : une antenne sortant de la branche gauche, capable de repérer un signal jusqu'à 20 kilomètres à la ronde, qui peut également être utilisé pour trouver l'emplacement des insignes des Détectives Juniors qui contiennent un émetteur ; un microphone intégré qui permet d'écouter des conversations ; des verres pare-balles dans le film 3 ; verres de zoom sur une cible éloignée même dans l'obscurité.

- La montre lampe de poche.
- Les badges radio, pour pouvoir écouter et suivre à tout moment.
- Le drone ludique.

Certains de ces gadgets ont également été fabriqués pour les Détectives Juniors. Lorsque Shuichi Akai doit se déguiser en Subaru Okiya, Agasa lui fabrique aussi un serre-nuque modulateur de voix, qui peut se cacher sous un col roulé.

## L'allié
Alors qu'au départ Agasa n'était qu'une aide pour le jeune héros, notamment dans ses déboires quotidiens (avec Ran notamment), il deviendra par la suite un allié de choix, et lorsqu'il rencontrera les Détectives Juniors (tome 12), il leur servira aussi de grand-père de substitution et les emmènera fréquemment avec Conan en camping ou en balade, parfois pour résoudre une carte au trésor. Il arrive même parfois que le professeur prête sa voix à Conan pour résoudre une enquête quand personne ne peut être « anesthésié ». 
À partir du tome 18, Agasa s'implique pour de bon dans la dangereuse lutte contre l'Organisation, en hébergeant Shiho Miyano alias Sherry, scientifique de l'Organisation et créatrice de l'APTX 4869 qui a rajeuni Conan, mais ayant fui celle-ci à la suite de la mort de sa famille, et ayant également rétréci sans le savoir pour ce faire. Sous le pseudonyme de Ai Haibara, elle vit alors chez le professeur, n'ayant nulle part où aller ; ce dernier étant le voisin de Kudo, qu'elle a décidé de protéger, c'était pour elle la seule solution. Au départ, ce fut très difficile pour Conan d'accepter la situation, mais Ai parvint à la convaincre de sa bonne foi, et promit d'utiliser le laboratoire du professeur pour tenter d'élaborer un antidote à l'APTX.
Bien que « Sherry » garde le secret, le professeur prend d'énormes risques, bien que jusque lors, l'Organisation l'ignore ; sauf Vermouth, qui, lors de sa traque de Sherry, avait découvert chez qui elle logeait et qui était Conan, mais avait décidé elle aussi de ne rien dire (voir volumes 41-42). L'inventeur avait d'ailleurs un rôle important dans la tentative de capture de Vermouth, puisqu'il devait écouter les conversations de Conan grâce à une antenne sur le toit de sa coccinelle allemande, et intervenir au cas où celui-ci ne donnerait plus de nouvelles. On peut aussi rappeler  sa quasi-rencontre avec Gin et Vodka au tome 24, dans l'affaire Pisco. Lors de l'affaire Kir, Agasa n'a qu'un rôle mineur ; c'est après la « mort » de Shuichi Akai qu'il retrouve vraiment une utilité, inventant un gadget pour que « Subaru Okiya » masque sa voix, et prétendant être son voisin, tout en lui donnant les clés de chez Shinichi pour qu'il vive chez lui en l'absence des Kudo, afin de se cacher de l'Organisation et de veiller sur Ai en même temps. Il communique ainsi fréquemment avec le professeur, qui prend là encore de gros risques. Plus récemment, le fait que Wakita lui ait rendu visite, et que Rum (ainsi que Rumi) s’intéresse à Shinichi le met de nouveau sur scène, mais augmente encore les risques qu'il prend.
Malgré tout, depuis le tome 1, Hiroshi Agasa n'est plus le grand confident et allié de Conan qu'il était, puisque nombre d'autres personnes en sont ensuite venues à connaître le secret de Conan, et à l'aider davantage : Heiji Hattori, Ai Haibara, Shuichi Akai, les Kudo récemment revenus, sans compter tous les autres qui ont plus ou moins des doutes sur Conan. Même les sorties au camping ou autres sont désormais davantage assurées par Kobayashi ou Rumi.

## Le passé
Sur le plan personnel, nous apprenons, à travers les tomes, que le professeur Agasa est allé à l'école primaire de Teitan , puis au collège Okuho. Il avait un riche oncle comptable nommé Kurisuke Agasa, décédé 50 ans avant l'histoire à l'âge de 38 ans ; la sœur de Kurisuke, Teiko, est décédée un an avant l'histoire à l'âge de 76 ans. Fusae Campbell était le premier amour d'Agasa ; celle-ci détestait ses cheveux car elle était la seule blonde, d'origine étrangère, parmi des enfants asiatiques aux cheveux noirs, ce qui explique pourquoi elle a toujours porté un chapeau ; mais Agasa a toujours aimé et accepté ses cheveux. Les deux ont alors développé une forte amitié étant enfants, et Agasa aidait Fusae à ne pas craindre le chien d'un des voisins ; cependant, ils ne se sont jamais plus revus car Fusae est retournée à l'étranger. 40 ans plus tard, devenue une grande créatrice de mode et d'accessoires, "Fusae" est revenue au Japon, espérant peut-être revoir Agasa ; mais ce dernier n'a pas osé, croyant que l'homme américain dans la voiture était son mari, alors qu'il n'était que son frère (voir tome 40). Le ginko emblématique de la marque Fusae rappelle les gingkos sous lesquels elle et Agasa se voyaient souvent étant plus jeunes.
Il est aussi à noter, de manière un peu symbolique, que la solitude du professeur Agasa au début de la série a progressivement été comblée par l'arrivée d'Ai, qui agit parfois comme une mère soucieuse envers lui.